# Alur Bemban
Alur Bemban is een bestuurslaag in het regentschap Aceh Tamiang van de provincie Atjeh, Indonesië. Alur Bemban telt 701 inwoners (volkstelling 2010).